# Ostaškov
Ostaškov (rusky Осташков) je město v Tverské oblasti v Rusku. Je administrativním centrem Ostaškovského rajónu. V roce 2015 zde žilo 16 847 obyvatel. Leží na břehu jezera Seliger.